# 猿樂

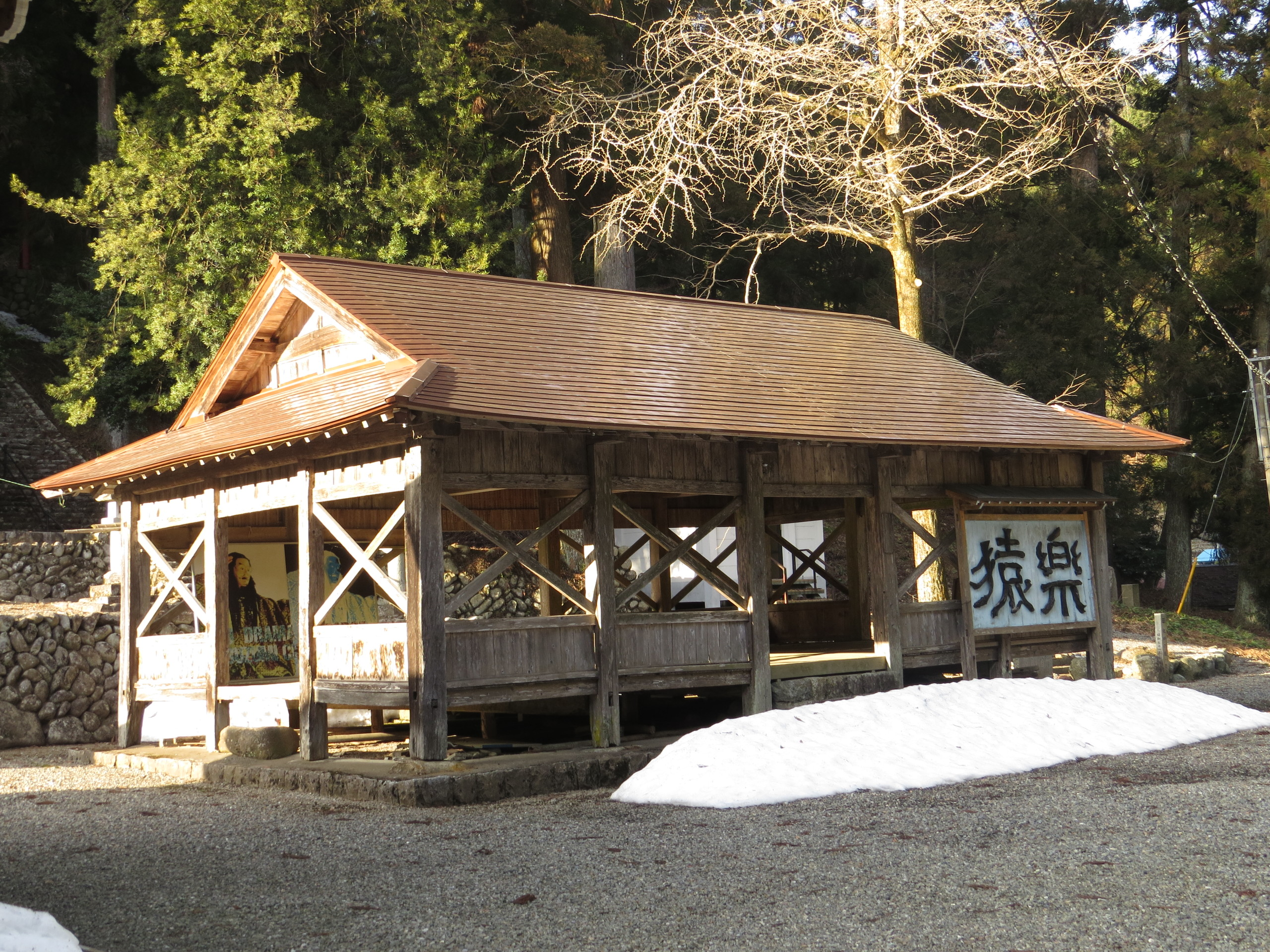
能郷白山神社（岐阜縣揖斐郡揖斐川町）

猿乐又称申乐，是日本中世紀表演艺术之一，也是能乐和狂言的源流。平安时代猿乐和散乐内容几乎相同，镰仓时代增加了模仿和歌舞的要素，成为寺院、神社祭典的表演艺术，并由此诞生专业的艺术组织，具有一定的垄断权（猿乐座）。

## 起源
虽然关于的猿樂起源目前并不十分清楚，7世纪时从中国传入的日本最古的舞台艺术伎乐和奈良时代传自大陆的散乐被认为有可能是其开端。散乐最初与雅樂一同受到了朝廷的保护，但是之後很快在民间传播开来，与古老的民间技艺相结合，发展成为以模仿等为主要形式、滑稽搞笑的表演技艺及短剧。此后就被称为猿乐，成为现在的能剧的原型，室町时代為“能剧”的同义词。第15代幕府將軍德川慶喜大政奉還後，猿樂面臨了危機，於是其名稱由猿樂改稱為能，以圖存續。